# Duplexe Tchamba
Duplexe Tchamba Bangou (ur. 10 lipca 1998 w Jaunde) – kameruński piłkarz, grający na pozycji środkowego obrońcy w SønderjyskE Fodbold.

## Kariera klubowa
Tchamba karierę piłkarską rozpoczął w kameruńskim zespole Tad Sport Academy de Yaoundé. W 2017 przeszedł do RC Strasbourg. W 2019 został wypożyczony do Strømsgodset IF na okres dwóch lat. W Eliteserien zadebiutował 5 sierpnia 2019 w przegranym 1:3 spotkaniu z FK Bodø/Glimt. Latem 2021 został zawodnikiem SønderjyskE Fodbold. W Superligaen po raz pierwszy wystąpił 19 lipca 2021 w meczu z Silkeborgiem (0:0).
| Sezon   | Klub                   | Kraj     | Rozgrywki   | Mecze | Bramki |
| ------- | ---------------------- | -------- | ----------- | ----- | ------ |
| 2017/18 | RC Strasbourg          | Francja  | Ligue 1     | 0     | 0      |
| 2018/19 | RC Strasbourg          | Francja  | Ligue 1     | 0     | 0      |
| 2019    | Strømsgodset IF (wyp.) | Norwegia | Eliteserien | 15    | 2      |
| 2020    | Strømsgodset IF (wyp.) | Norwegia | Eliteserien | 12    | 1      |
| 2021    | Strømsgodset IF (wyp.) | Norwegia | Eliteserien | 3     | 1      |
| 2021/22 | SønderjyskE Fodbold    | Dania    | Superligaen | 4     | 0      |

## Kariera reprezentacyjna
Tchamba występował w reprezentacji Kamerunu do lat 20 oraz kadrze do lat 23. W pierwszej reprezentacji zadebiutował 4 czerwca 2021 w wygranym 1:0 towarzyskim spotkaniu z Nigerią.